# Fas (matematik)
För andra betydelser, se Fas.

Fasreferens och fas för en periodisk vågrörelse

Vågor i fas

Vågor ur fas

Fas är en periodisk vågrörelses förskjutning relativt en godtyckligt vald referens och där förskjutningen är mindre än vågrörelsens period.
Till exempel har den enkla harmoniska oscillatorn en grundläggande periodisk svängningsrörelse som kan beskrivas med en sinusfunktion
{\displaystyle \ A\sin(\theta _{ref}+\theta +\omega t)}
där A är vågrörelsens amplitud, vågens fas {\displaystyle \theta } är den vinkel med vilken vågen är förskjuten relativt referensen {\displaystyle \theta _{ref}} och {\displaystyle \omega } är förloppets vinkelhastighet i radianer per sekund.
Vågens fas kan syfta både på vinkeln {\displaystyle \theta } och  hela funktionsargumentet {\displaystyle \theta _{ref}+\theta +\omega t}.

## Fasreferenser
För ett svängningsförlopp
{\displaystyle \ A\sin(\theta +\omega t)}
är det möjligt att använda ett annat svängningsförlopp som referens, till exempel 
{\displaystyle \ \cos(\theta +\omega t)\,}
Men
{\displaystyle \sin(\theta +\omega t)=\cos(\theta -{\frac {\pi }{2}}+\omega t)}
vilket visar att {\displaystyle A\sin(\theta +\omega t)} har fasen {\displaystyle -\pi /2} om {\displaystyle \cos(\theta +\omega t)} används som referens.

## Fasförskjutningar

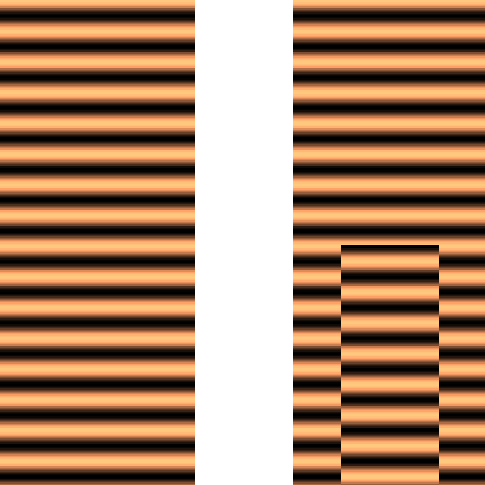
Vänster: en plan våg rör sig från toppen mot botten av bilden.
Höger: samma våg efter att den mittre delen undergått ett fasskifte, till exempel genom att passera genom glas med högre brytningsindex än övriga delar av vågen

Elektriska kretsar kan orsaka fasförskjutningar av strömmar och spänningar. Om en växelspänning läggs på ingången till en RC-krets (en resistor och en kondensator seriekopplade) 
uppstår en fasförskjutning av spänningen:
Ett trefassystem består av tre sinusformade spänningar som är inbördes fasförskjutna 120 grader. Fasförskjutningen medför att summan av de tre spänningarna är noll i varje punkt: